# Deutsche Cadre-71/2-Meisterschaft 1981/82

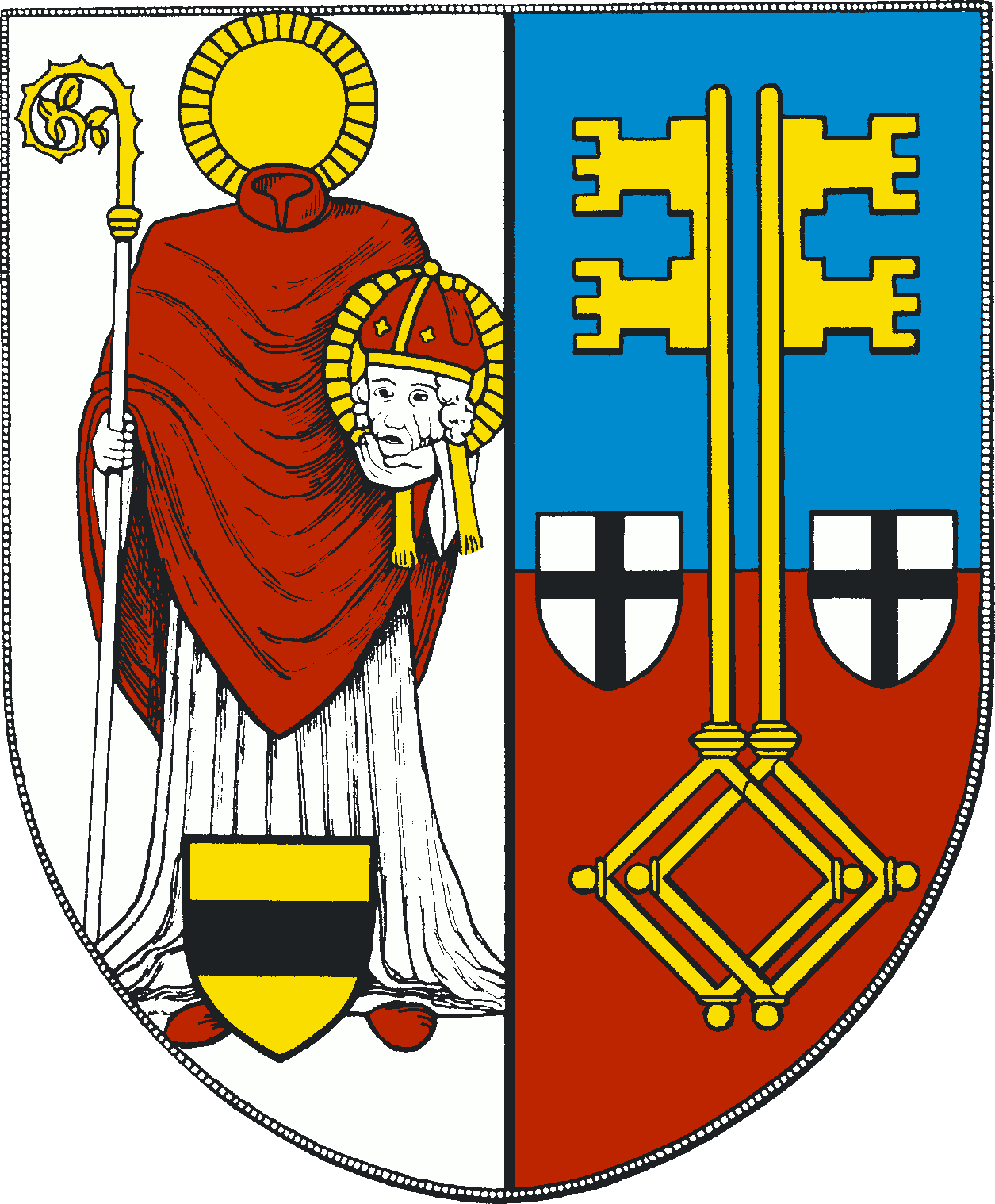
Veranstaltungsort: Krefeld

Die Deutsche Cadre-71/2-Meisterschaft 1981/82 ist eine Billard-Turnierserie und fand am 23. Mai 1982 in Krefeld zum 34. Mal statt.

## Geschichte
Die erste Spielrunde im Finalturnier wurde ausgelost. Dadurch trafen die beiden Favoriten Klaus Hose und Thomas Wildförster gleich aufeinander. Das war eigentlich schon das Endspiel. Aber aufgrund des Losverfahrens konnte sich der Neunkirchener Fritz Günther mit einem Sieg gegen den Titelverteidiger Dieter Wirtz in das Finale kämpfen. Hier war er aber gegen den neuen Meister chancenlos. Die insgesamt beste Leistung lieferte aber Klaus Hose ab. Es reichte aber nur zu Platz drei.

## Modus
Gespielt wurde in den Qualifikationsgruppen bis 200 Punkte oder 15 Aufnahmen. In der Endrunde wurden zwei Gewinnsätze bis 100 Punkte gespielt. Das gesamte Turnier wurde mit Nachstoß gespielt. Die Endplatzierung ergab sich aus folgenden Kriterien:
Die Endplatzierung ergab sich aus folgenden Kriterien:
1. Matchpunkte
2. Generaldurchschnitt (GD)
3. Bester Einzeldurchschnitt (BED)
4. Höchstserie (HS)

## Teilnehmer (nach Ausgangsklassement)
1. Dieter Wirtz (BSV Duisburg-Hochfeld 74) (Titelverteidiger)
2. Klaus Hose (DBC Bochum 1926) (GD 40,00)
3. Thomas Wildförster (BSV Velbert) (GD 27,27)
4. Fritz Günther (BC Viktoria 09 Neunkirchen) (GD 17,64)

## Turnierverlauf
| #                          | Name                                       | MP  | GD    | BED   | HS  |
| -------------------------- | ------------------------------------------ | --- | ----- | ----- | --- |
| 1                          | Fritz Günther (BC Viktoria 09 Neunkirchen) | 6:0 | 17,64 | 22,22 | 114 |
| 2                          | Wolfgang Zenkner (BSV München)             | 4:2 | 16,67 | 22,22 | 086 |
| 3                          | Reinhold Brückner (Saar 05 Saarbrücken)    | 2:4 | 11,16 | 14,28 | 079 |
| 4                          | Kurt Wagner (BSV München)                  | 0:6 | 9,22  | –     | 081 |
| Turnierdurchschnitt: 13,57 |                                            |     |       |       |     |

| MP    | Match Punkte (Sieger = 2; Unentschieden = 1; Verlierer = 0) |
| SV    | Satzverhältnis (nur bei Turnieren im Satzsystem)            |
| Pkte. | Erzielte Karambolagen                                       |
| Aufn. | benötigte Aufnahmen                                         |
| GD    | Generaldurchschnitt                                         |
| MGD   | Mannschafts-Generaldurchschnitt                             |
| BED   | Bester Einzeldurchschnitt eines Spielers                    |
| BEMD  | Bester Einzeldurchschnitt einer Mannschaft                  |
| BSD   | Bester Satzdurchschnitt eines Spielers                      |
| HS    | Höchstserie                                                 |
| WRP   | Weltranglistenpunkte                                        |

| #                          | Name                                      | MP  | GD    | BED   | HS  |
| -------------------------- | ----------------------------------------- | --- | ----- | ----- | --- |
| 1                          | Thomas Wildförster (BSV Velbert)          | 6:0 | 27,27 | 50,00 | 111 |
| 2                          | Günter Siebert (BSV Duisburg-Hochfeld 74) | 0:6 | 13,00 | –     | 087 |
| Turnierdurchschnitt: 20,13 |                                           |     |       |       |     |

| MP    | Match Punkte (Sieger = 2; Unentschieden = 1; Verlierer = 0) |
| SV    | Satzverhältnis (nur bei Turnieren im Satzsystem)            |
| Pkte. | Erzielte Karambolagen                                       |
| Aufn. | benötigte Aufnahmen                                         |
| GD    | Generaldurchschnitt                                         |
| MGD   | Mannschafts-Generaldurchschnitt                             |
| BED   | Bester Einzeldurchschnitt eines Spielers                    |
| BEMD  | Bester Einzeldurchschnitt einer Mannschaft                  |
| BSD   | Bester Satzdurchschnitt eines Spielers                      |
| HS    | Höchstserie                                                 |
| WRP   | Weltranglistenpunkte                                        |

| #                          | Name                                    | MP  | GD    | BED   | HS  |
| -------------------------- | --------------------------------------- | --- | ----- | ----- | --- |
| 1                          | Klaus Hose (DBC Bochum 1926)            | 6:0 | 40,00 | 66,66 | 107 |
| 2                          | Heinz Janzen (BG Bottrop 24)            | 4:2 | 12,54 | 14,28 | 093 |
| 3                          | Hans Wernikowski (Dortmunder BVg 26/35) | 2:4 | 8,20  | 4,20  | 066 |
| 4                          | Heinz Voßmerbäumer (DBC Bochum 1926)    | 0:6 | 8,84  | –     | 073 |
| Turnierdurchschnitt: 13,71 |                                         |     |       |       |     |

| MP    | Match Punkte (Sieger = 2; Unentschieden = 1; Verlierer = 0) |
| SV    | Satzverhältnis (nur bei Turnieren im Satzsystem)            |
| Pkte. | Erzielte Karambolagen                                       |
| Aufn. | benötigte Aufnahmen                                         |
| GD    | Generaldurchschnitt                                         |
| MGD   | Mannschafts-Generaldurchschnitt                             |
| BED   | Bester Einzeldurchschnitt eines Spielers                    |
| BEMD  | Bester Einzeldurchschnitt einer Mannschaft                  |
| BSD   | Bester Satzdurchschnitt eines Spielers                      |
| HS    | Höchstserie                                                 |
| WRP   | Weltranglistenpunkte                                        |

### Finalrunde
| Name               | MP  | SP  | 1. Satz | 2. Satz | 3. Satz | Pkte. | Aufn. | GD    | BSD   | HS |
| ------------------ | --- | --- | ------- | ------- | ------- | ----- | ----- | ----- | ----- | -- |
| Halbfinale         |     |     |         |         |         |       |       |       |       |    |
| Dieter Wirtz       | 0:2 | 2:4 | 89(12)  | 100(8)  | 19(6)   | 208   | 26    | 8,00  | 12,50 | 40 |
| Fritz Günther      | 2:0 | 4:2 | 100(2)  | 77(8)   | 100(6)  | 277   | 26    | 10,65 | 16,66 | 51 |
| Thomas Wildförster | 2:0 | 3:1 | 100(4)  | 100(3)  |         | 200   | 7     | 28,57 | 33,33 | 76 |
| Klaus Hose         | 0:2 | 1:3 | 48(4)   | 100(3)  |         | 148   | 7     | 21,14 | 33,33 | 86 |
| Spiel um Platz 3   |     |     |         |         |         |       |       |       |       |    |
| Dieter Wirtz       | 0:2 | 0:4 | 9(2)    | 3(3)    |         | 12    | 5     | 2,40  | –     | 9  |
| Klaus Hose         | 2:0 | 4:0 | 100(2)  | 100(3)  |         | 200   | 5     | 40,00 | 50,00 | 99 |
| Finale             |     |     |         |         |         |       |       |       |       |    |
| Fritz Günther      | 0:2 | 0:4 | 38(5)   | 44(7)   |         | 82    | 12    | 6,83  | –     | 28 |
| Thomas Wildförster | 2:0 | 4:0 | 100(5)  | 100(7)  |         | 200   | 12    | 16,66 | 20,00 | 52 |

### Abschlusstabelle
| MP    | Match Points (Sieger = 2; Unentschieden = 1; Verlierer = 0) |
| Pkte. | Erzielte Karambolagen                                       |
| Aufn. | Benötigte Versuche                                          |
| GD    | Generaldurchschnitt                                         |
| BED   | Bester Einzeldurchschnitt eines Spielers                    |
| HS    | Höchstserie                                                 |
|       | Bester GD des Turniers                                      |
|       | Bester ED des Turniers                                      |
|       | Beste HS des Turniers                                       |
|       | 1. Platz (Gold)                                             |
|       | 2. Platz (Silber)                                           |
|       | 3. Platz (Bronze)                                           |

| Endklassement              | Endklassement      | Endklassement | Endklassement | Endklassement | Endklassement | Endklassement | Endklassement | Endklassement | Endklassement |
| Platz                      | Name               | MP            | SP            | Pkt.          | Aufn.         | GD            | BED           | BSD           | HS            |
| -------------------------- | ------------------ | ------------- | ------------- | ------------- | ------------- | ------------- | ------------- | ------------- | ------------- |
| 1                          | Thomas Wildförster | 4:0           | 7:1           | 400           | 19            | 21,05         | 28,57         | 33,33         | 76            |
| 2                          | Fritz Günther      | 2:2           | 4:6           | 359           | 38            | 9,44          | 10,65         | 16,66         | 51            |
| 3                          | Klaus Hose         | 2:2           | 5:3           | 348           | 12            | 29,00         | 40,00         | 50,00         | 99            |
| 4                          | Dieter Wirtz       | 0:4           | 2:8           | 220           | 31            | 7,09          | –             | 12,50         | 40            |
| Turnierdurchschnitt: 13,27 |                    |               |               |               |               |               |               |               |               |